# Фортеця Бабека
Місто-фортеця Базз (перс. قلعه بابک) — розташовується за 3 кілометри на південний захід від селища Калейбер Карадазького району, Східний Азербайджан, Іран. Ця фортеця в народі більш відома під назвою фортеця Бабека, тому що вона була одним з основних притулків, притулків ватажка повстання іранських Хурраміт Бабека.
Під час археологічних розкопок на території фортеці Базз було знайдено монети, що належать до держав Ільдегізидів та Візантії. Починаючи з 1999 щорічно у день народження Бабека південні азербайджанці разом із керівництвом організації Руху Національного Пробудження Південного Азербайджану вшановують пам'ять народних героїв, здійснюючи ходу до фортеці.
Середньовічні джерела свідчать, що центром і столицею хурамітів в Азербайджані, на чолі яких спочатку стояв Джавідан, а потім більше двадцяти років Бабек, було місто-фортеця Базз. Табарі Мухаммад повідомляє, що Базз був «областю та містом Бабека». Аль-Масуді пише, що Бабек підняв повстання "в горах Баззайн, що в країні Азербайджан". С. Нафісі на своїй карті завадить Базз на схід від Балхава і вказує, що «область Базз, місто Базз, гора Базз, або Баззайн, знаходилися поблизу теперішньої області Талиш, на східному краї Муганської рівнини та західному березі Каспію». Аль-Біруні пише, що "Базз - країна Бабека ал-Хуррамі". Зульфалі Ібрагімов  і Володимир Мінорський вважають, що Базз був у гірській місцевості Караджадаг (тобто Карадах). Масуді залишив нам найточніше визначення розташування Базза: «Аракс тече між країною Баззайн, батьківщиною Бабека ал-Хуррамі, в Азербайджані і горою Абу Муси, що становить частину країни Аран».